# Adi Oasis
Adi Oasis (* 1989 in Paris als Adeline Michèle Petricien) ist eine französische Funk- und Soulmusikerin (Gesang, E-Bass).
Oasis arbeitete zunächst in Europa unter dem Namen Adeline (gleichnamiges Album 2018) bzw. mit ihrer Nu-Disco-Band Escort und trat mit Künstlern wie Lenny Kravitz, Masego, Anderson .Paak, Thundercat, Gilles Peterson, Les Nubians oder Yasiin Bey auf. 2022 veränderte sie ihren Bühnennamen und sang mit The Shapeshifters den Titel „Tell Me It's not Over“. 2023 stellte die Künstlerin, die mittlerweile in Brooklyn lebte, ihr Album Lotus Glow bei Elbjazz und beim Montreux Jazz Festival vor.

## Diskographische Hinweise
- Lotus Glow (Unity Group 2023, mit Kirby, Leven Kali, Jamila Woods und Aaron Taylor)[1]